# Alain Mogès
Alain Mogès né le 22 juillet 1992 à Cayenne en Guyane est un footballeur français international guyanais. Il évolue au poste de défenseur avec Angoulême CFC et avec la sélection de la Guyane.

## Biographie
Après avoir commencé le football à l'USL Montjoly en Guyane, il rejoint la métropole à 13 ans où il fait ses classes à l'Amicale Pascal Calais. En 2013, il joue avec l'équipe fanion du Calais RUFC avec lequel il accède au CFA à la fin de la saison,,,.

## Palmarès
- Avec le Calais RUFC :
  - Deuxième du groupe A du Championnat de France amateur 2 en 2014